# Ерик Лаксман
Ерик Густав Лаксман (на фински: Eric Laxmann, Erik Laxman, Ericus Laxman, Erich Lachsmann; на шведски: Erik Gustav Laxman; на руски: Эрик (Кирилл) Густавович Лаксман) е финландски химик, ботаник и географ на руска служба. Член на Кралската шведска академия на науките.

## Произход и младежки години (1737 – 1762)
Роден е на 27 юли 1737 година в Нейшлот, Швеция (днес Савонлина, Финландия), в многодетно семейство на дребен финландски търговец (по онова време Финландия е в пределите на Швеция). Учи в университета в Турку (на шведски Або), но не завършва пълния курс на обучение.

## В Русия (1762 – 1796)
През 1762 г. Лаксман се преселва в Санкт Петербург, Русия, и започва работа като преподавател по естествена история в немското училище към лутеранската общност в града.
През януари 1764 г. приема длъжността и започва работа като пастор на лутеранската общност в град Барнаул. До 1768 г. провежда обширни изследвания по ботаника, зоология, минералогия, метеорология и химия в района на Алтай, по границите с Монголия и Китай и в Задбайкалието. Няколко години се занимава със събиране на колекции от насекоми.
През 1769 г. се завръща в Санкт Петербург и е избран за член на Свободното икономическо дружество. През 1770 г. е назначен за ординарен академик „по икономика и химия“. Извършва множество пътувания във Финландия, Поволжието, Бесарабия и Молдова и северното крайбрежие на Черно море. Изследва Екатерининските минерални извори около Царицин (днес Волгоград) и участва в публични лекции в Руската академия на науките.
През есента на 1779 г. изследва Онежкото езеро и бреговете му, езерото Вигозеро и цялото течение на река Виг. В края на ноември извършва хидрографски измервания в Онежкия залив на Бяло море.
През 1781 е назначен за помощник-началник на Нерчинските рудници в Задбайкалието и след една година се пенсионира с длъжност „имперски минераложки пътешественик“. От 1784 г. заживява в Иркутск и заедно с известния търговец Александър Баранов основава стъкларска фабрика близо до града, в която използва нова технология за получаване на стъкло. Едновременно с това продължава да събира сведения за флората и фауната на Сибир и провежда пътешествия от областите на север до границата с Китай.
Умира на 16 януари 1796 година на станция Древянская, Тоболска губерния, Русия, на 58-годишна възраст.